# Martin John O'Connor
Martin John O'Connor (Scranton, 18 maggio 1900 – Wilkes-Barre, 1º dicembre 1986) è stato un arcivescovo cattolico statunitense.

## Biografia
L'arcivescovo O'Connor nacque nel 1900 a Scranton, figlio unico di un insegnante, Martin John O'Connor (1856-1924), e di Belinda Caffrey (1857-1935).

### Formazione e ministero sacerdotale
Frequentò la James Madison Elementary School, la Saint Thomas High School e il Saint Thomas College, dove si laureò nel 1918. Studiò per il sacerdozio al Saint Mary's Seminary di Baltimora e all'Università Cattolica d'America, finché non si arruolò nell'esercito statunitense durante la Grande Guerra.
Conseguì il dottorato in teologia al Pontificio collegio americano del Nord (NAC) nel 1924, anno in cui fu ordinato sacerdote nella basilica di San Giovanni in Laterano dall'arcivescovo Giuseppe Palica. Dal 1925 fu per due anni viceparroco della cattedrale di San Pietro di Scranton, e segretario del vescovo fino al 1935. Fu vicedirettore del giornale diocesano, il Catholic Light, dal 1929 fino al 1932.
Nel 1929 ottenne il dottorato in diritto canonico alla Pontificia Università Lateranense.

### Ministero episcopale

#### Anni quaranta e cinquanta
Il 14 novembre del 1942 venne nominato vescovo ausiliare di Scranton e vescovo titolare di Tespia, ricevendo l'ordinazione il 27 gennaio 1943 presso la cattedrale di San Pietro dal vescovo William Hafey; co-consacranti i vescovi O'Hara e Leech. Fu inoltre parroco della parrocchia di Santa Maria di Wilkes-Barre, dal 1943 al 1946.
Il 26 novembre 1946 tornò infatti a Roma essendo stato nominato rettore del NAC. Nel gennaio 1948 ricevette dal papa Pio XII l'incarico di presidente della Pontificia commissione di consulenza e di revisione ecclesiastica dei film a soggetto religioso o morale, trasformatosi fino a confluire nell'odierno Dicastero per la comunicazione. Alla fine del suo mandato rettorale nel 1964, riuscì ad aumentare il numero di studenti da 40 a 280, in rappresentanza di circa 110 diocesi nordamericane.
Il 5 settembre 1959 fu nominato arcivescovo titolare di Laodicea di Siria da papa Giovanni XXIII.

#### Anni sessanta
Fu l'unico prelato non cardinalizio posto dal papa a capo di un organo preparatorio del Concilio Vaticano II, assumendo nel 1960 la presidenza del Segretariato per la stampa e lo spettacolo della Commissione preparatoria generale.
Nel 1963 venne incaricato da Paolo VI di guidare la commissione speciale per la stampa istituita durante la seconda sessione del Concilio. O'Connor prese parte a tutte e quattro le sessioni conciliari e fu un membro della Commissione per l'apostolato dei laici, di cui divenne presidente in fase post-conciliare nel 1966.
Il 15 dicembre 1965 il papa lo nominò primo nunzio apostolico in servizio a Malta, incarico mantenuto fino al maggio 1969. Dal 1968 era consultore della Pontificia commissione per l'America Latina e nel 1969 partecipò all'Assemblea straordinaria del Sinodo dei vescovi convocata dal pontefice.
Andò in pensione nel 1971 e nel 1979/80 tornò negli Stati Uniti d'America; morì all'età di 86 anni al Mercy Hospital di Wilkes-Barre.

## Genealogia episcopale
La genealogia episcopale è:
- Cardinale Scipione Rebiba
- Cardinale Giulio Antonio Santori
- Cardinale Girolamo Bernerio, O.P.
- Arcivescovo Galeazzo Sanvitale
- Cardinale Ludovico Ludovisi
- Cardinale Luigi Caetani
- Cardinale Ulderico Carpegna
- Cardinale Paluzzo Paluzzi Altieri degli Albertoni
- Cardinale Gaspare Carpegna
- Cardinale Fabrizio Paolucci
- Cardinale Francesco Barberini
- Cardinale Annibale Albani
- Cardinale Federico Marcello Lante Montefeltro della Rovere
- Vescovo Charles Walmesley, O.S.B.
- Arcivescovo John Carroll, S.I.
- Vescovo Benedict Joseph Flaget, P.S.S.
- Arcivescovo Martin John Spalding
- Cardinale James Gibbons
- Vescovo Benjamin Joseph Keiley
- Arcivescovo Michael Joseph Curley
- Vescovo William Joseph Hafey
- Arcivescovo Martin John O'Connor